# 離婚時代
『離婚時代』（りこんじだい）は、原作：芥真木、作画：ひびきゆうぞうによる日本の漫画作品。『女性セブン』（小学館）に連載された。単行本は全31巻、文庫版全2巻。

## 概説
羽島祐介離婚コンサルタント事務所の所長である羽島祐介と秘書の長月ルミ子は、表向きは離婚相談所を経営しているが、裏ではどんな夫婦でも別れさせる“別れさせ屋”を生業としている。本作品は、この祐介・ルミ子を主人公とする、専ら家庭問題を扱ったオムニバス形式の恋愛漫画である。
ストーリーの基本形式は、一部を除き、事務所を訪れた客人が離婚工作を依頼し、祐介・ルミ子がこれを引き受けるというスタイルで一貫している。しかし、その具体的内容は様々であり、いかにして離婚をさせるかがメインになっている作品もあれば、祐介たちがその依頼の背景にある、より大きな事件に巻き込まれることもしばしばである。本作品の主人公たちには遵法精神があまり見られず、住居侵入などを始めとして犯罪行為に及ぶことも少なくない。

## 単行本
- 小学館・セブンコミックス全31巻（1980-88年）
- 双葉社・双葉文庫名作シリーズ全2巻（2001年）